# فرودگاه شهرستان لوئیزا
فرودگاه شهرستان لوئیزا (به انگلیسی: Louisa County Airport) (به زبان بومی: Freeman Field) یک فرودگاه همگانی بهره‌برداری هوایی با کد یاتا LOW است که یک باند فرود آسفالت دارد و طول باند آن ۱۳۱۱ متر است. این فرودگاه در کشور ایالات متحده آمریکا قرار دارد و در ارتفاع ۱۵۰ متری از سطح دریا واقع شده است.